# 北京林业大学
北京林业大学，简称北林，原名北京林学院，创办于1952年10月16日，是中华人民共和国全国重点大学之一，亦是中华人民共和国教育部直属、教育部与国家林业局共建的农林类高等学校，是中国“211工程”重点建设大学之一，入选世界一流学科建设高校行列，林学和风景园林学两个学科入围“双一流”建设学科名单。北京林业大学设有研究生院，是教育部直属、教育部与国家林业局共建的以林学、风景园林学、林业工程为特色的全国重点大学。

## 学校概况

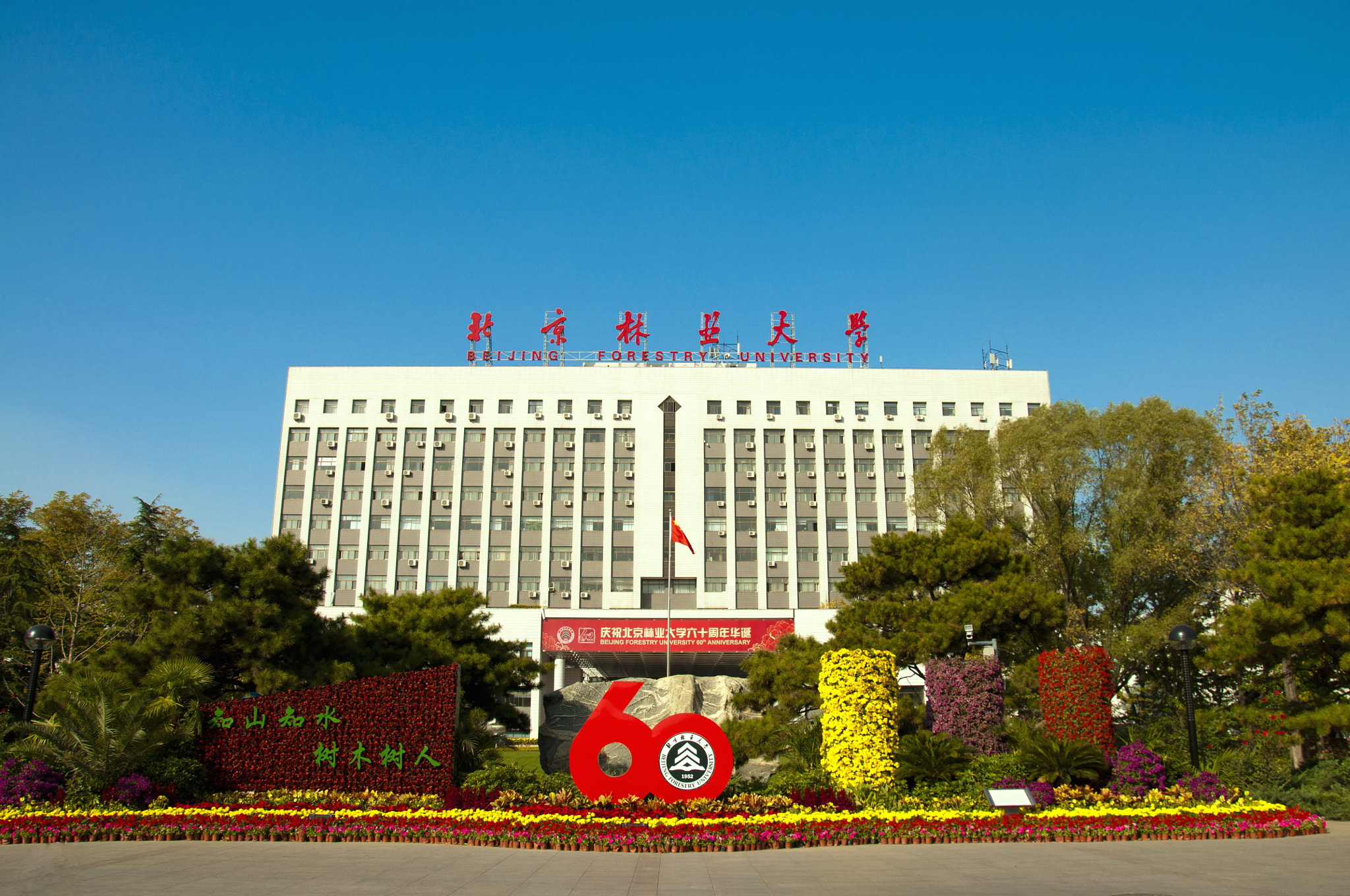
北京林业大学主校区

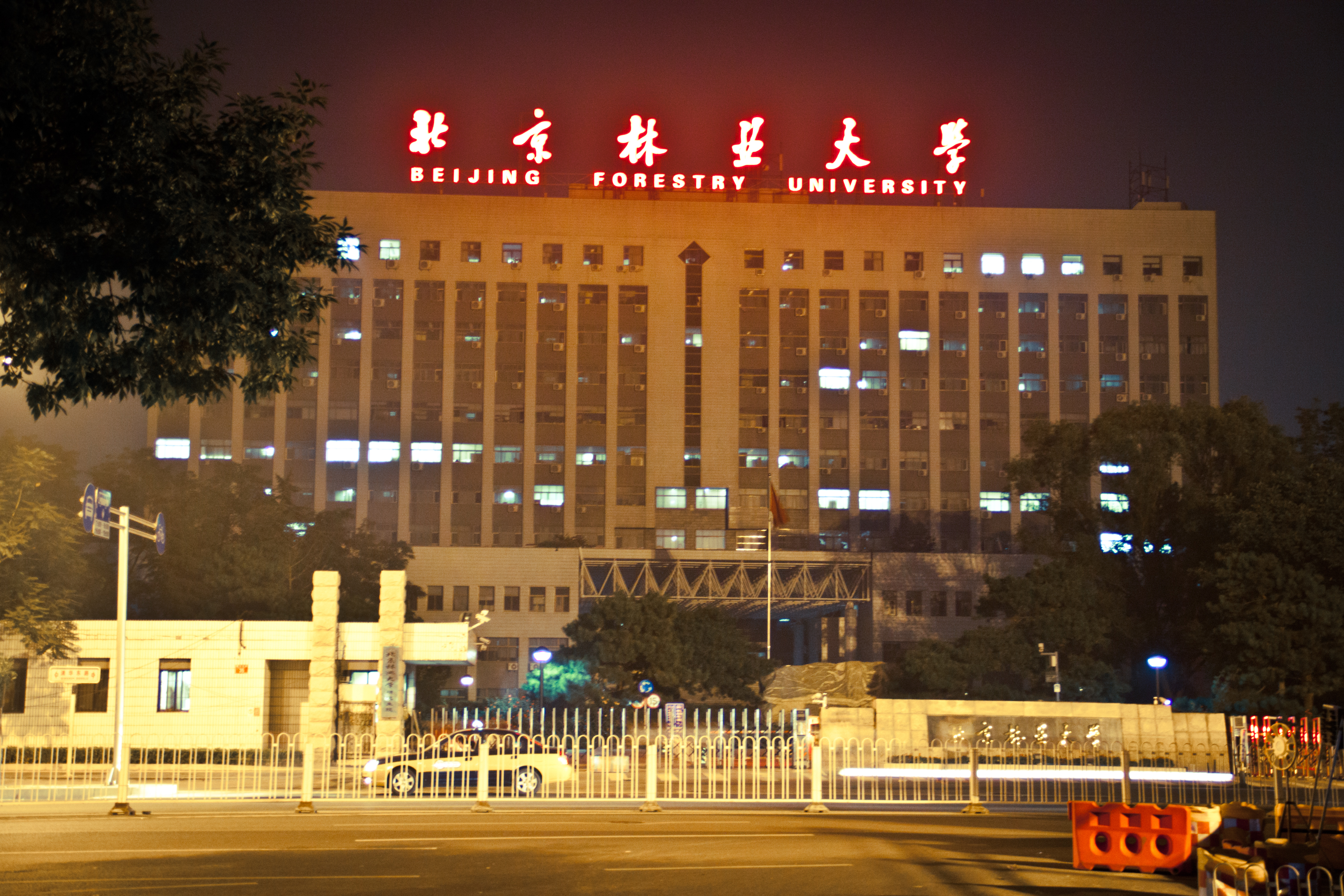
北京林业大学夜景

北京林业大学是教育部直属、教育部与国家林业局共建的全国重点大学。学校办学历史可追溯至1902年的京师大学堂农业科林学目。1956年，在中国高等院校院系调整中，北京农业大学造园系和清华大学建筑系部分并入学校。1960年被列为全国重点高等院校，是学院路八大学院之一，1981年成为首批具有博士、硕士学位授予权的高校。1985年更名为北京林业大学。1996年被国家列为首批“211工程”重点建设的高校。2000年经教育部批准试办研究生院，2004年正式建立研究生院。2005年获得本科自主选拔录取资格。2008年，学校成为国家“优势学科创新平台”建设项目试点高校。2010年获教育部和国家林业局共建支持。2011年与其他10所行业特色高校参与组建北京高科大学联盟。2012年，牵头成立中国第一个林业协同创新中心——“林木资源高效培育与利用”协同创新中心。2016年，学校“林木分子设计育种高精尖创新中心”入选北京市第二批高精尖创新中心。2017年，学校入选世界一流学科建设高校行列，林学和风景园林学两个学科入围“双一流”建设学科名单。
学校以林学、生物学、林业工程学为特色，是农、理、工、管、经、文、法、哲相结合的多科性协调发展的全国重点大学。学校现有13个学院、35个博士点、73个硕士点、56个本科专业及方向，1个一级学科国家重点学科（含7个二级学科国家重点学科），2个二级学科国家重点学科， 1个国家重点（培育）学科、10个国家林业局重点学科、1个北京市重点学科（一级）（含3个二级学科）、4个北京市重点学科（二级）、1个北京市重点交叉学科。
截至2010年12月，学校在校生26347人，其中本科生13079人，研究生3095人，各类继续教育学生8671人，非计划招生高等教育学生中在职人员攻读硕士学位1502人。
学校专任教师1079人，其中具有高级职称教师640人。拥有中国工程院院士4人，国家级有突出贡献专家8人，省部级有突出贡献专家20人，“长江学者”4人，973项目首席科学家1人，“千人计划”人选1人，国家“百千万人才工程”人选5人，国家“新世纪百千万人才工程”人选3人，享受国务院政府特殊津贴107人。教师获奖众多，其中有1人获何梁何利科技进步奖，1人获国际环境突出贡献奖，1人获全国优秀科技工作者称号，2人获全国模范教师称号，4人获全国优秀教师称号，1人获全国高校思想政治理论课优秀教师称号。其他获各类省部级以上奖励200余人次。
学校科学研究实力雄厚，成果丰硕。建有1个国家工程实验室（林木育种国家工程实验室）、1个国家工程技术研究中心、1个国家野外台站、4个教育部重点实验室、3个教育部工程技术研究中心、1个教育部科技创新团队、5个国家林业局重点实验室、1个北京市重点实验室、5个国家林业局定位观测站。学校高度重视教学工作，教学改革成果丰硕，形成了“知山知水、树木树人”的办学理念。多年来，为国家培养了6万多名高级专门人才和一批外国留学生，其中包括12名两院院士以及12名省部级领导为代表的一大批杰出的科技专家和管理干部，他们为中国林业事业做出了卓越的贡献。

## 历史沿革

### 建国建校初期
北京林业大学办学历史可追溯至1902年的京师大学堂农业科林学目。1952年全国高校院系调整，北京农业大学森林系与河北农学院森林系合并，正式成立北京林学院，临时过渡院址设在西山大觉寺。
1956年，北京农业大学造园系和清华大学建筑系部分并入北京林学院。
1960年，被列为全国63所重点高等院校之一。

### 文革前后时期
1964年，园林专业因“园林教育革命”影响受到批判。
1965年，北京林学院园林专业宣布停办，园林系被撤销。
1969年文化大革命期间，林彪发出战备疏散的“一号命令”，北京林学院开始迁往云南。学院北京原址分别被中国科学院、中国农业科学院、北京大学、清华大学、中国科学技术大学研究生院等单位占用。北京林学院虽名为搬迁，但实为解散，后经国务院过问免于撤销，全校于1970年集中丽江，更名为“丽江林学院”，后转迁至下关市，并再次更名为“云南林业学院”。
1973年，搬迁至昆明市安宁县楸木园，同时，云南农业大学林学系并入云南林业学院。
文化大革命结束后，学院在多方努力后于1979年返京复校，复名“北京林学院”。并收回部分原有土地，但总面积减少了40.5%，校内科研基地植物园被毁，现为中国科学院半导体研究所。
1977年，园林系恢复，现已发展为全国最著名的园林系之一。

### 改革开放时期[3]
改革开放后，学院专业设置和办学规模逐步扩大。
1984年，邓小平为学院题写校名。
1985年，经中华人民共和国林业部批准，北京林学院更名为北京林业大学。
1996年，北京林业大学被列为“211工程”首批建设的41所高校之一。
2000年，经教育部批准试办研究生院。
2001年，教育部、国家林业局协商决定，与北京林业大学实行共建。
2005年，北京林业大学被列为42所具有本科自主选拔录取资格的高校之一。
2008年，学校成为国家“优势学科创新平台”建设项目试点高校。
2012年，牵头成立中国第一个林业协同创新中心——“林木资源高效培育与利用”协同创新中心。
2016年，学校“林木分子设计育种高精尖创新中心”入选北京市第二批高精尖创新中心。
2017年，学校入选世界一流学科建设高校行列，林学和风景园林学两个学科入围“双一流”建设学科名单。

## 校园环境

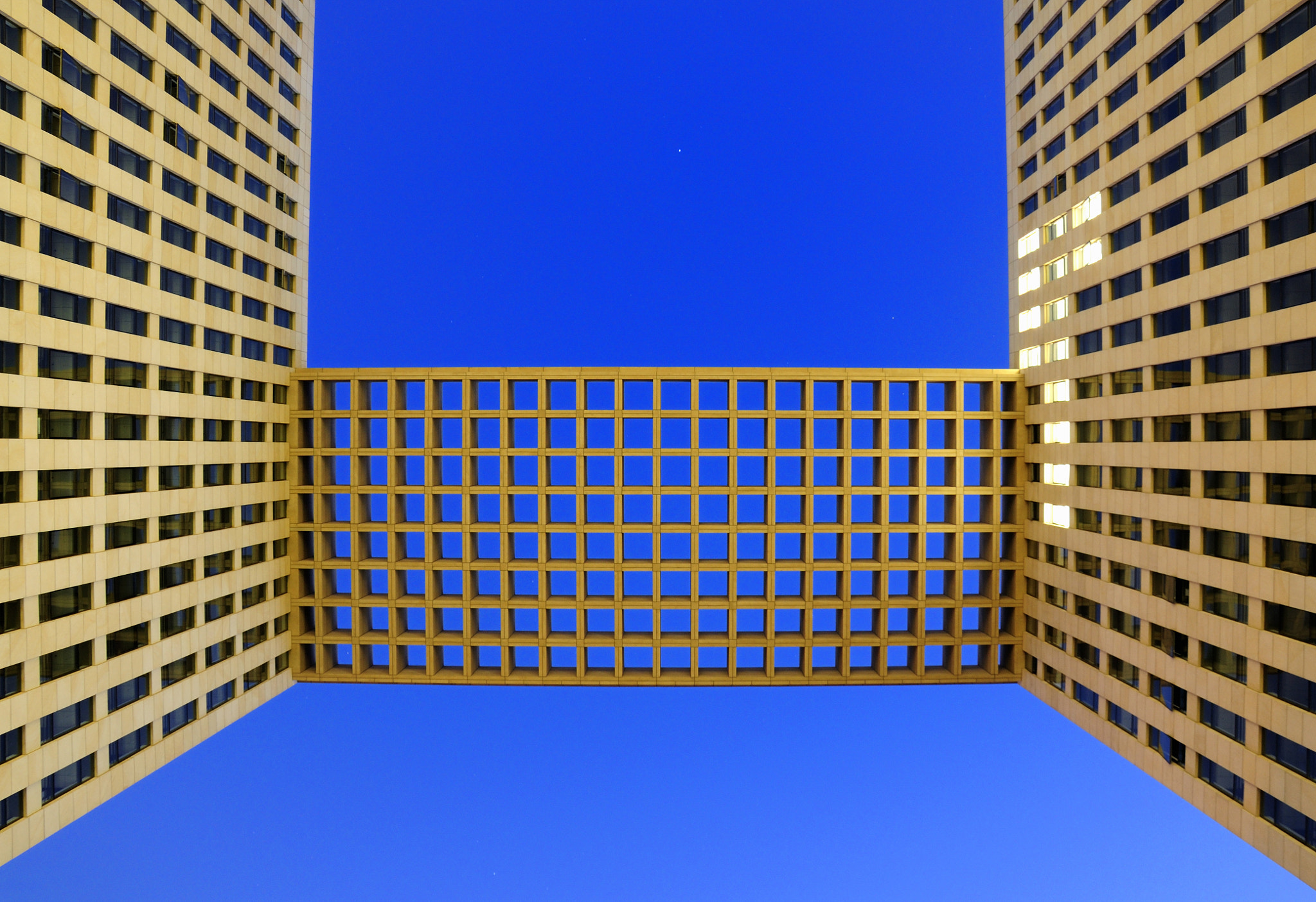
学校本部主楼仰视图

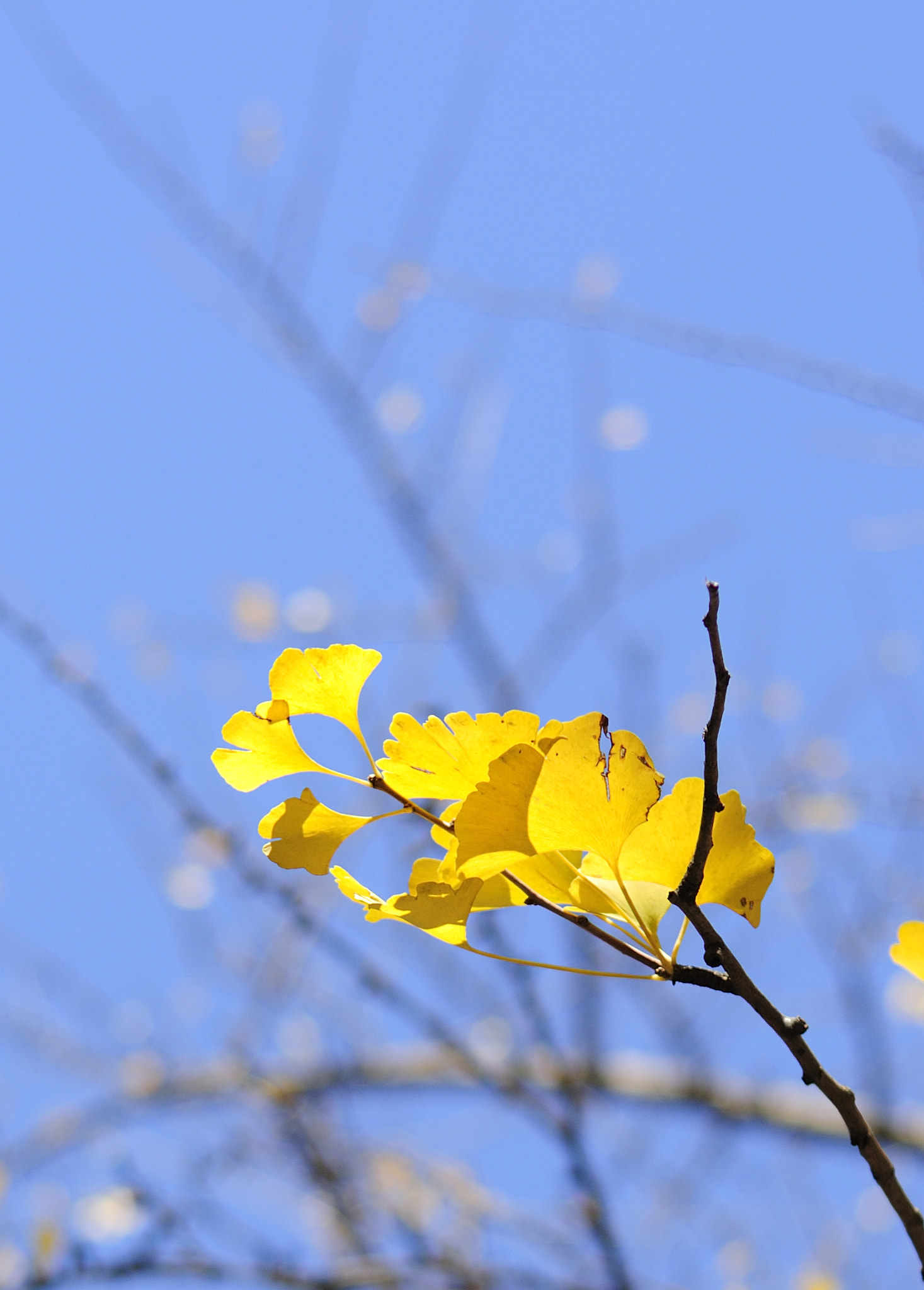
学校秋日美丽的银杏树

北京林业大学学校位于北京市海淀区清华东路，与毗邻的学院路16所高校形成教学共同体。本部现有校园面积669亩，鹫峰校区占地面积750亩，学校实验林场占地面积10870亩，学校总占地面积12289亩。
学校图书馆新馆于2004年建成，建筑面积达23400平方米，拥有10个阅览室共3258个座位，馆藏纸质文献90多万册，音像资料600多盒，多媒体光盘10000余件，博硕士论文1000多篇。
学校设有学一食堂、学二食堂、学三食堂、清真食堂、沁园餐厅、楸木园等学生食堂（林园餐厅在2009年4月因景观改造拆除），共有就餐面积11000多平方米，可供全校一万多名师生的日常用餐。截至2019年，位于校园东侧的综合体（包括多个餐厅等服务设施）仍在兴建中。
学校共有学生公寓楼13幢，可容纳27000多名在校生住宿。
学校实验林场为鹫峰国家森林公园，鹫峰主峰海拔465米，公园最高峰1153米，为海淀区第二高峰。

## 组织机构

### 历任校长
北京林学院院长
- 李相符（1953年1月—1962年12月）
- 胡仁奎（1961年2月—1966年12月）
- 甄林枫（1972年5月—1978年2月）
- 陈陆圻（代）（1982年1月—1984年2月）
- 阎树文（1984年2月—1985年8月 )

北京林业大学校长
- 阎树文（1985年8月—1986年2月 )
- 沈国舫（1986年2月—1993年7月）
- 贺庆棠（1993年7月—2000年1月）
- 朱金兆（2000年1月—2004年7月）
- 尹伟伦（2004年7月—2010年8月）
- 宋维明（2010年8月—2018年4月）
- 安黎哲（2018年7月—2024年8月）
- 李召虎（2024年8月—）

### 院部设置
- 林学院（页面存档备份，存于）
- 水土保持学院
- 生物科学与技术学院
- 园林学院
- 经济管理学院
- 工学院
- 材料科学与技术学院
- 人文社会科学学院
- 外语学院
- 信息学院
- 理学院
- 生态与自然保护区学院
- 环境科学与工程学院
- 艺术设计学院
- 马克思主义学院
- 草业与草原学院
- 继续教育学院
- 国际学院
- 研究生院
- 体育教学部

### 挂靠单位
- 中国林业教育学会
- 中国水土保持学会
- 中国防治荒漠化培训中心
- 国家林业局自然保护区研究中心
- 全国风景园林硕士专业学位教育指导委员会

## 学科建设
截止到2007年，学校拥有1个一级国家重点学科和6个二级国家重点学科：
- 一级学科国家重点学科：林学
  - 含7个二级学科：林木遗传育种、森林培育、森林保护学、森林经理学、野生动植物保护与利用、园林植物与观赏园艺、水土保持与荒漠化防治。
- 二级学科国家重点学科：植物学、木材科学与技术。
- 国家重点（培育）学科：林业经济管理。
- 国家林业局重点学科：植物学、生态学、城市规划与设计（含风景园林规划与设计）、木材科学与技术、林产化学加工工程、土壤学、森林保护学、森林经理学、野生动植物保护与利用、林业经济管理。
- 北京市重点学科：
  - 一级学科：林业工程、农林经济管理、生物学。
  - 二级学科：生态学、城市规划与设计（含风景园林规划与设计）、草业科学。
  - 交叉学科：生态环境地理学。
- 省级重点学科：林业经济管理、植物学、生态学、城市规划与设计、木材科学与技术、林产化学加工工程、土壤学、森林保护学、森林经理学、野生动植物保护与利用、林业经济管理、林业工程、生态环境地理学、风景园林规划与设计。

拥有2019年度国家级一流本科专业建设点12个，2019年度省级一流本科专业建设点4个。
- 国家级一流本科专业建设点：生物科学，木材科学与工程，林产化工，环境工程，风景园林，园艺，水土保持与荒漠化防治，林学，园林，森林保护，草业科学，农业经济管理。
- 省级一流本科专业建设点：国际经济与贸易，应用心理学，计算机科学与技术，产品设计。

据悉，全国共认定首批4054个国家级一流本科专业建设点，其中中央部属高校申报2153个，获批1691个，获批率78.5%。北京林业大学2019年共申报国家级一流本科专业建设点14个，获批12个，获批率86%，高出全国平均水平约10个百分点。

## 学生活动

### 顶点时空BBS
北京林业大学的前官方论坛，建立于2000年3月26日。由北京林业大学计算中心负责维护。

### 梁希杯
北京林业大学“梁希杯”系列竞赛是北京林业大学的学生科技竞赛活动，从2003年开始举办，每年举办一次。“梁希杯”意为纪念林学家、中华人民共和国首任林业部部长梁希。目前，“梁希杯”作为全国“挑战杯”在北京林业大学的预选赛，分为“梁希杯”大学生课外学术科技创新作品竞赛和“梁希杯”创业计划设计竞赛两项。

### 山诺会
北京林业大学科学探险与野外生存协会（The Scientific Exploration and Outdoor Life of society of Beijing Forestry University）简称“山诺会”，是一个环境保护类学生社团，在全国高校环保社团中具影响力。山诺会同时承担着学生和校外环保社团的沟通之作用。例如，山诺会曾帮助联络本校学生参选"拜耳青年环境特使"。同时，中国大学生绿色营和山诺会有着密切的合作关系。

## 学校排名
2013年由上海交通大學发布的中国·两岸四地大学排名 名列第96位。
在教育部第三轮全国高校学科评估（2009-2011）中，北京林业大学共有11个学科参评，3个学科排在前5位，4个学科排在前10位，其中，风景园林学、林学2个学科排在第1位。在2012年的教育部学位中心学科评估结果中，林学以总分96名列全国参评高校第一。